# Duhaldea forrestii
Duhaldea forrestii là một loài thực vật có hoa trong họ Cúc. Loài này được (Anthony) Anderb. mô tả khoa học đầu tiên năm 1991.